# 1639 Bower
1639 Bower eller 1951 RB är en asteroid i huvudbältet, som upptäcktes den 12 september 1951 av den belgiske astronomen Sylvain Arend i Uccle. Den har fått sitt namn efter den amerikanske astronomen Ernest Clare Bower.
Asteroiden har en diameter på ungefär 38 kilometer.